# Joseph Weber (Politiker, 1894)
Joseph Weber (* 19. Februar 1894 in Mühldorf am Inn; † 27. März 1932 in Speyer) war ein deutscher Politiker (KPD/SPD). Er war Abgeordneter des Bayerischen Landtages (1924–1932).

## Leben
Der gelernte Schlosser Weber arbeitete als Kesselschmied und Schiffbauer in Speyer und Ludwigshafen am Rhein. Er trat 1921 der Kommunistischen Partei Deutschlands (KPD) bei. 1922 wurde er Mitglied der KPD-Bezirksleitung Pfalz und 1924 Sekretär des Unterbezirks Pfalz des Bezirkes Rhein-Saar. Im Juni 1924 wurde er für die KPD in den Bayerischen Landtag gewählt. Dort war er Mitglied im Ausschuss für Verfassungsfragen und im Ausschuss für die Besoldungsordnung. Wie sein Bruder Hans stand er seit 1925 auf der Seite der ultralinken Opposition innerhalb der KPD. Im Januar 1926 wurde er aus der KPD ausgeschlossen, „weil er sich nicht um die Beschlüsse des Unterbezirks Neustadt gekümmert“ habe. Im Landtag war er ab 1925 zunächst fraktionslos. 1928 trat Weber zur SPD-Fraktion über, für die er im gleichen Jahr wieder in den Bayerischen Landtag gewählt wurde. Weber starb noch während der laufenden Legislaturperiode am 27. März 1932.